# Drentwede
Drentwede est une municipalité allemande du land de Basse-Saxe et l'arrondissement de Diepholz.